# Bolitoglossa vallecula
Espèce
Statut de conservation UICN

 LC  : Préoccupation mineure
Bolitoglossa vallecula est une espèce d'urodèles de la famille des Plethodontidae.

## Répartition
Cette espèce est endémique du département d'Antioquia en Colombie. Elle se rencontre dans la cordillère Centrale.

## Description

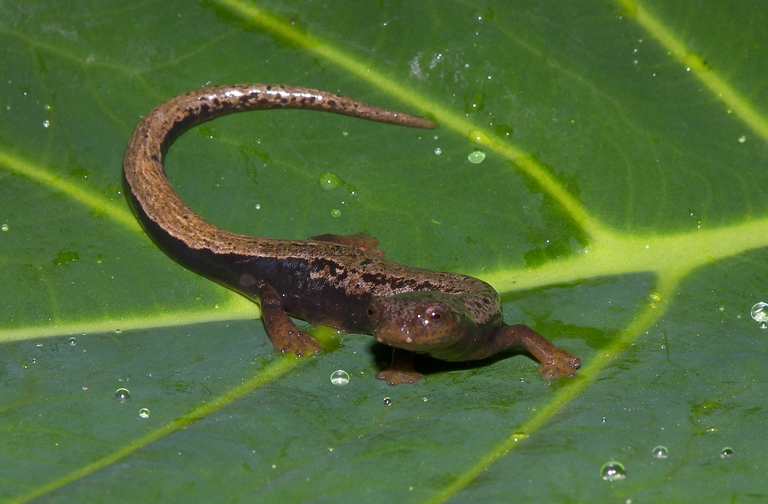
Bolitoglossa vallecula

La femelle holotype mesure 104,1 mm de longueur totale dont 54,1 mm de longueur standard et 50,0 mm de queue. Les mâles mesurent de 37,6 à 51,9 mm de longueur standard et les femelles de 44,6 à 58,7 mm.

## Étymologie
Le nom spécifique vallecula vient du latin vallecula, vallon, petite vallée, en référence à l'habitat de cette espèce.

## Publication originale
- Brame & Wake, 1963 : The salamanders of South America. Contributions in Science. Natural History Museum of Los Angeles County, no 69, p. 1-72 (texte intégral).